# Scoliocentra obscuriventris
Scoliocentra obscuriventris är en tvåvingeart som beskrevs av Gorodkov 1972. Scoliocentra obscuriventris ingår i släktet Scoliocentra och familjen myllflugor. Inga underarter finns listade i Catalogue of Life.